# Wangchug Deden Shakabpa
Tsepon Wangchug Deden Shakabpa (Tibet, 1908 - Corpus Christi (Texas), 23 februari 1989) was een Tibetaans historicus en politicus. Hij was van 1939-1951 minister van Financiën. Tsepon is de titel van een Tibetaans minister.
Tsepon Shakabpa trad op de leeftijd van 23 toe tot de regering van Tibet en werd in 1939 minister van Financiën. Hij bleef dat tot 1951. In 1948 zond het Tibetaanse kabinet, de kashag, een delegatie onder leiding van Shakabpa naar de Verenigde Staten en verschillende andere landen om handelsbetrekkingen aan te knopen.
Na de Invasie van Tibet vertrok Shakabpa in 1951 naar India, waar hij tot 1961 de belangrijkste vertegenwoordiger was van de veertiende dalai lama Tenzin Gyatso. Hij schreef verschillende boeken over de geschiedenis van Tibet, waaronder Tibet. A Political History uit 1967.

## Teruggevonden paspoort
In 2003 werd het Tibetaanse paspoort van Shakabpa ontdekt in Nepal, dat was uitgegeven door de dertiende dalai lama, Thubten Gyatso. Volgens de Tibetaanse regering in ballingschap illustreert het document dat Tibet in die tijd een onafhankelijk land was.
Het document was een enkelvoudig stuk rozekleurig papier, met een foto en de stempels van visa die waren uitgegeven door veel verschillende landen, waaronder de Verenigde Staten, China, India, het Verenigd Koninkrijk, Italië, Zwitserland en Frankrijk. Het Britse visum bestaat uit een getypt deel en een handgeschreven deel in het Tibetaans, vergelijkbaar met de visa van andere landen in de 20e eeuw. Er staat geen Chinees op het paspoort, maar twee zegels zijn mogelijk of het Chinese visum, dan wel de zegel die er bij binnenkomst in China op is gezet.

## Bibliografie

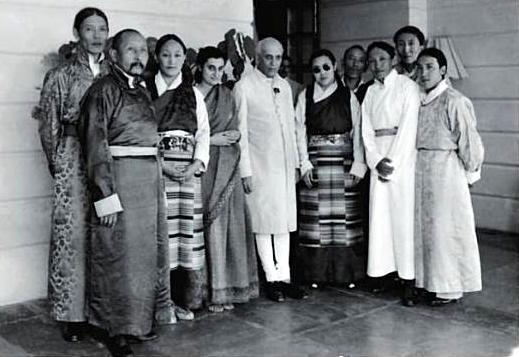
Tibetaanse delegatie in India, 8 september 1950
Vooraan (v.l.n.r.): Tsecha Thubten Gyalpo, Pema Yudon Shakabpa (zijn vrouw), Indira Gandhi, Jawaharlal Nehru, Tsering Dolma (zus van de dalai lama), Shakabpa zelf en Püntsog Tashi Tagla
Achteraan: Jigme Taring, onbekende monnik, en tsepon Chemo Driyul (zwager van Shakabpa)